# Daniel Rodrigo Martins
Daniel Rodrigo Martins (Buenos Aires, 18 ottobre 1975) è un conduttore televisivo e attore argentino.

## Biografia
Nato nel 1975, inizia la sua carriera nel 1993 con alcune pubblicità per Coca Cola Argentina, Clarín e Rufles oltre che prendere parte alle riprese di alcuni documentari per la "Fondazione A.D.A." e al cortometraggio La hora magica per la regia di Marcelo Del Puerto.
Nel 1994 e fino al 1996 recita nella telenovela Chiquititas in cui interpreta Javier fino alla seconda stagione, grazie alla quale partecipa al tour invernale nello stesso anno tratto dalla serie con un totale di 64 tappe. L'anno successivo è su Canal 13 con "Caramelito en barra", programma condotto da Cecilia Caramelito Carrizo e dallo stesso Martins. Inoltre partecipa a Gemelos. Tra il 1999 e il 2000 gira la telenovela Campeones de la vida. Alla fine del 1999 viene scelto tra 800 aspiranti per la conduzione del programma Zapping Zone che viene trasmesso fino al 2012. Intanto è anche conduttore di "Planeta Disney" per Telefe ed è nel cast del film High School Musical - La sfida dove impersona Donato. Rappresenta l'Argentina, nel 2007, nel programma Passa il piatto. Nel 2010 è stato speaker radiofonico per Radio Disney Argentina con Noche Libre insieme a Vinicius Campos.
Protagonista della serie Highway: Rodando la Aventura e doppiatore del personaggio Oscar nel cartone Fish Hooks - Vita da pesci, dal 2012 conduce il programma The U-Mix Show e dal 2014 Pijama Party.

## Filmografia

### Televisione
- Chiquititas - serie TV (1996)
- Caramelito en barra - serie TV (1997-1998)
- Gemelos - serie TV (1998)
- Campeones de la vida - serie TV (1999-2000)
- Highway: Rodando la Aventura - serie TV (2010)
- Peter Punk - serie TV (2011)
- Once - Undici campioni (Once) - serie TV (2019)

### Cinema
- High School Musical - La sfida (High School Musical: El Desafío), regia di Eduardo Rípari (2008)

### Doppiaggio
- Fish Hooks - Vita da pesci (Fish Hooks) - serie animata (2010-2014)

## Programmi televisivi
- Zapping Zone (Disney Channel, 2000-2012)
- Passa il piatto (Pass the Plate) (Disney Channel,2007-2008)
- The U-Mix Show (Disney Channel, 2012-2013)
- Pijama Party (Disney Channel, 2014-2018)

## Programmi radiofonici
- Noche Libre (Disney Channel, 2010)